# Komnénosz-ház
A Komnénosz-ház (görögül: Κομνηνός, latinul: Comnenus) bizánci arisztokrata család, amelynek tagjai a Bizánci Birodalom 1081 és 1185 között uralkodott császárait, valamint a Trapezunti Császárság alapítóit és 1204 és 1461 között uralkodott császárait adták (itt Nagy Komnénosz néven). Házasságok révén a Komnénoszok kapcsolatban álltak a kor több más bizánci nemesi családjával, különösen a Dukászokkal, az Angeloszokkal és a Palaiologoszokkal, továbbá a grúz Bagratidákkal is. Az Árpád-házzal összeköttetésbe elsőként II. Ióannész bizánci császár útján kerültek, akinek felesége Szent László magyar király leánya, Magyarországi Szent Eiréne lett. Később az ő fiuk, Iszaakiosz Komnénosz leánya, Mária Komnéné házasodott be a magyar uralkodóházba IV. István magyar ellenkirály feleségeként.
A bizánci történetíró, Mikhaél Pszellosz beszámolója szerint a dinasztia valahonnan Trákia területéről származott, amit VI. Ióannész Kantakuzénosz császár is megemlít írói munkásságában. A család első ismert tagja Manuél Erotikusz Komnénosz katonai vezető volt, aki szert tett a Fekete-tengeri Paphlagonia területére, így a család a 11. századra rangos katonai dinasztiává nőtte ki magát Anatóliában. A 17. századi francia filológus, Charles du Cange szerint a Komnénoszok eredeztethetőek a Constantinus-dinasztiából, Nagy Konstantintól, ám ezen nézettel szembemegy a bizánci források teljes hiánya. Ezen felül egyesek arománoknak tartják őket, míg a modern tudomány teljesen görög eredetűnek.

## Komnénosz-házi uralkodók

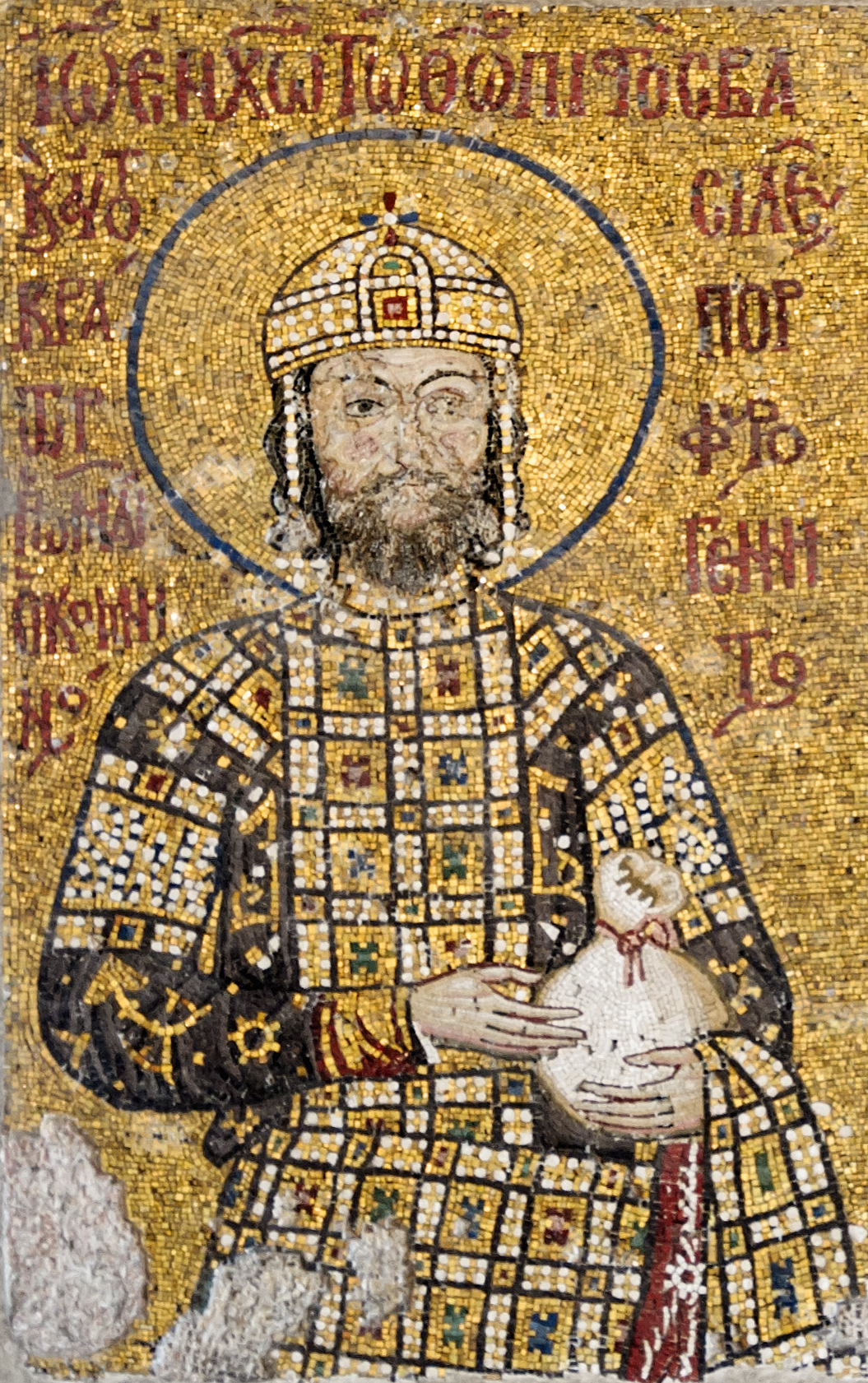
II. Ióannész Komnénosz, Bizánc császára, akinek felesége Magyarországi Szent Eiréne. Szent László magyar király leánya volt

### Bizánci Birodalomban
Lásd még: Bizánci császárok listája
- I. Iszaakiosz Komnénosz (1057–1059)
- I. Alexiosz Komnénosz (1081–1118)
- II. Ióannész Komnénosz (1118–1143)
- I. Manuél Komnénosz (1143–1180)
- II. Alexiosz Komnénosz (1180–1183)
- I. Andronikosz Komnénosz (1183–1185)

### Trapezunti Császárságban
Lásd még: Trapezunti császárok listája
- I. Alexiosz Komnénosz (1204–22)
- I. Jóannész Komnénosz (1235–38)
- I. Manuél Komnénosz (1238–63)
- II. Andronikosz Komnénosz (1263–66)
- Geórgiosz Komnénosz (1266–80)
- II. Jóannész Komnénosz (1280–84)
- Theodóra Komnéné (1284–85)
- II. Alexiosz Komnénosz (1297–1330)
- III. Andronikosz Komnénosz (1330–32)
- II. Manuél Komnénosz (1332)
- I. Baszileiosz Komnénosz (1332–40)
- I. Anna Komnéné (1341–42)
- III. Jóannész Komnénosz (1342–44)
- Mikhaél Komnénosz (1344–49)
- III. Alexiosz Komnénosz (1349–90)
- III. Manuél Komnénosz (1390–1417)
- IV. Alexiosz Komnénosz (1417–29)
- IV. Jóannész Komnénosz (1429–58)
- Dávid Komnénosz (1458–62)

### Cipruson
Ciprus szigetének türannisza:
- Iszaakiosz Komnénosz (kb. 1183–1192)

## Fordítás
- Ez a szócikk részben vagy egészben  a   Komnenos című angol Wikipédia-szócikk fordításán alapul.  Az eredeti cikk szerkesztőit annak laptörténete sorolja fel. Ez a jelzés csupán a megfogalmazás eredetét és a szerzői jogokat jelzi, nem szolgál a cikkben szereplő információk forrásmegjelöléseként.